# Anders Rosén (fysiker)
Anders Rosén, född den 28 februari 1859 i Lund, död den 6 februari 1943 i Lund, var en svensk fysiker och läroverkslektor.
Rosén blev student vid Lunds universitet 1877, filosofie kandidat 1879, filosofie licentiat 1883 och filosofie doktor 1884. Han var docent i matematik vid Lunds universitet 1884–1887, vikarierande lektor i Strängnäs 1887–1891 och lektor i matematik och fysik vid högre allmänna läroverket i Malmö från 1892 samt aktuarie vid Brand- & Livförsäkrings AB Skåne från 1910. Han var ledamot av styrelsen för tekniska skolorna i Malmö från 1911 och ordförande i styrelsen för Malmö kommunala mellanskola från 1912. Han invaldes som ledamot av Fysiografiska sällskapet i Lund 1895 och blev hedersledamot i Malmö nation 1900. Han var även ledamot av Malmö stadsfullmäktige 1909–1912. Anders Rosén är begravd på Norra kyrkogården i Lund.